# Calyptranthes heineriana
Calyptranthes heineriana är en myrtenväxtart som beskrevs av Eberhard Max Leopold Kausel. Calyptranthes heineriana ingår i släktet Calyptranthes och familjen myrtenväxter. Inga underarter finns listade i Catalogue of Life.